# ルースターズ
ザ・ルースターズ（THE ROOSTERS、THE ROOSTERZ）は、日本のロックバンド。1979年に結成、2004年に解散。2009年頃より、不定期的に活動。
バンド名はウィリー・ディクスンの楽曲『Little Red Rooster』にちなむ。

## 概要
初期メンバーは、大江慎也（ボーカル、ギター）、花田裕之（ギター）、井上富雄（ベース）、池畑潤二（ドラムス）の4人。
初期の頃はチャンプスの「テキーラ」、エディ・コクランの「カモン・エヴリバディ」、ボ・ディドリーの「モナ」など、多くのカバーをやっていたが、オリジナル曲の「ロージー」や「恋をしようよ」などスピード感のある楽曲の数々を発表し続けてきた。しかしバンド中期には、初代ボーカルの大江が精神的体調不良により脱退。その後、ギターの花田がボーカルを務めるも、1988年にバンドは活動停止。
2004年、オリジナルメンバーである大江、花田、井上、池畑によるラストライブで、正式に解散。再結成のアナウンスはないものの、2009年頃より、不定期的にフェス・イベント等にライブ出演し始めている。
長らくストリーミングサービスでの配信がされない状態が続いていた。その理由について2023年2月9日、大江のブログで、「ルースターズ版権元のジェニカミュージックと連絡が取れず、アーティスト印税の支払いやサブスクリプション・サービスへの配信などが叶わない状況」だということが明かされた。11月1日にようやく配信が解禁され、複数の音楽ニュースサイトで報じられた。楽曲配信開始に併せ、メンバーが特設サイトにて主要楽曲についてインタビューに応じている。

## 略歴
大江・花田・井上・池畑は元々「人間クラブ」というバンドのメンバーとして、当時北九州小倉市（現北九州市）にて活動していた。当時のヴォーカルは大江ではなく、サンハウスの柴山俊之を彷彿とさせる歌唱法の南浩二だった。人間クラブは1979年1月に結成され、同年7月に第6回「L-MOTION」でグランプリを受賞（最優秀グランプリを取ったバンドの一つがザ・ロッカーズだった）。その後、大江の中で歌いたい欲求が強くなり、南が脱退し1979年11月にザ・ルースターズが結成される。
人間クラブ時代に南浩二が作詞した楽曲の一部（「どうしようもない恋の唄」など）は、デビュー後にルースターズの楽曲として発表されている。なお、南浩二は2010年9月11日に脳出血のため49歳で死去した。
1980年11月にシングル「ロージー／恋をしようよ」でデビュー。当初はローリング・ストーンズ、チャック・ベリーのカバーを中心としながらR&B、ブルースロック、パンク・ロックを基調としたハイテンションなサウンドを展開していた。
1982年ごろから大江が精神的にダウンし始め、10月、『ニュールンベルグでささやいて』を録音し終えた後、ジャケット撮影をしたスタジオの壁に、笑みを浮かべつつ頭を打ちつけるなどの奇行が母に心配されて精神科を受診。神経衰弱により初めて精神科に入院し、ライブはキャンセルを余儀なくされ、1983年6月までの半年近くにわたり音楽活動を休止。サウンドにも病的な陰影が漂いはじめた。
1983年6月に下山淳（ギター）、安藤広一（キーボード）が加入。時期を同じくしてドラムの池畑潤二が脱退し、代わりに灘友正幸が加入。4thアルバム『DIS』をリリース。この頃のサウンドは当時日本でも人気のあったU2やエコー&ザ・バニーメンのようなニュー・ウェイヴの色が強くなり、ディレイギターやキーボードの多用など、初期の骨太なロックとは異なるサウンドを奏で出す。安藤は、P-MODELのキーボーディストだった三浦俊一に、DX7にテープ・エコーを通すことで音色を柔らかくする手法を教え、当時のP-MODELのサウンドにも影響を与えている。
1984年1月、ベースの井上が脱退し、柞山一彦が加入。同年4月発売の5rhアルバム『GOOD DREAMS』よりバンド名表記を「THE ROOSTERS」から「THE ROOSTERZ」へ変更。この表記の変更は大江の突発的な思いつきによるもので、「別にたいした意味はなかった」「なんだか有機質から無機質になったなって今にしてみると思うけど」と大江は語る。
大江の精神は更に病みだし、次第にレコーディングにも支障をきたし出す。『GOOD DREAMS』の中の数曲は、過去の音源のリミックスで穴埋めをするなどの苦肉の策が練られた。そして同年12月にリリースされたアルバム『φ(ファイ)』は大江在籍時に最後にリリースされた作品となる。大江の精神は不調をきたし、ライブやレコーディングで歌えなくなることが多く、バンドは不安定な状態にあった。それにも関わらず、アルバムは幻想的なサウンドと歌詞で、皮肉なことに、アルバムの売り上げも過去最高だったという。
1985年3月、大江が再び精神状態を悪化させ入院。また安藤も脱退し、バンドは解散かと思われたが、同年7月発売のシングル「SOS」より花田が正式にメイン・ボーカルをとるようになる。大江はその後解散までバンドに復帰する事はなかった。
1986年花田、下山を中心とした新生ルースターズは初のフルアルバム『NEON BOY』をリリースする。初期の男らしさのある骨太サウンドや歌詞とは違った、下山の変態的なギターサウンドが奏でるグラムロック調のサウンドと、柴山の書くエロティックな歌詞が特徴である。その後THEE MICHELLE GUN ELEPHANT等の影響で現在も人気のある爆音ギターロックのルーツ『KAMINARI』をリリース。
1987年9月、パリにてレコーディングされた清涼感のあるサウンドに深みのある詞を載せた『PASSENGER』をリリースするものの、商業的にはヒットせず。11月、柞山・灘友が脱退し、穴井仁吉（ベース、元ザ・ロッカーズ）、三原重夫（ドラム、元ローザ・ルクセンブルグ、当時メトロファルス、のちザ・スターリン）が加入。
1988年5月、ソロシンガーのSIONや元頭脳警察のPANTAも参加した8thアルバム『FOUR PIECES』をリリースし、同年7月の渋谷公会堂でのライブをもってTHE ROOSTERZは解散。このライブのアンコールで大江、井上、池畑がゲストで参加し、初期の曲「C.M.C」を演奏した。
2004年7月、フジロックフェスティバルでオリジナルメンバーによるラストライブを行う。このライブをもってルースターズは正式に解散。
2009年8月、TokyoNightShowにて大江、花田、池畑、井上の4人でライブを行う。occupy名義でのライブであるが、occupyメンバーのSMILEYとGYOが3曲目で姿を消し、ゲスト表記されていた大江、花田が入る形で4人のライブが実現した。ライブでは「恋をしようよ」「ロージー」「C.M.C」などのルースターズ名義の曲を演奏した。同年12月29日には、福岡サンパレスで開催された「MUSIC COMPLEX2009」で一夜限りのライブを行う。ルースターズとして活動するのはフジロックフェスティバル以来5年ぶり。また地元福岡でライブを行ったのは実に28年ぶり。
2012年6月23日、宮古島ロックフェスティバルに出演。「CASE OF INSANITY」、「ロージー」、「恋をしようよ」、「GIRL FRIEND」、「ニュールンベルグでささやいて」などを演奏。2013年2月16日、「MUSIC COMPLEX 2013〜STILL OK」と題したライブを福岡サンパレスで行う。同年10月7日・10月8日、DVD「The Roosters DVD "eating house" Release Commemoration」発売記念ライブ「禁じられた遊び〜Cold Sweets For You」を京都磔磔で2日間行う。

## ルースターズに影響を受けたバンド
1999年にthee michelle gun elephant、東京スカパラダイスオーケストラ、POTSHOTなどが参加したトリビュート・アルバム『RESPECTABLE ROOSTERS』が発売され、オリコンチャートで42位を記録した。
2005年にはトリビュート・アルバム第2弾『RESPECTABLE ROOSTERS→Z a-GOGO』が製作され、こちらには勝手にしやがれ、THE BACK HORN、グループ魂、bloodthirsty butchersなどが参加している。
その他、今井寿、浅井健一などもその影響を公言している。

## ディスコグラフィ

### シングル/EP
| #                     | 発売日         | タイトル                              | B面                                                          | 規格             | 規格品番       |
| 日本コロムビア        | 日本コロムビア | 日本コロムビア                        | 日本コロムビア                                               | 日本コロムビア   | 日本コロムビア |
| --------------------- | -------------- | ------------------------------------- | ------------------------------------------------------------ | ---------------- | -------------- |
| 1st                   | 1980年11月     | ロージー                              | 恋をしようよ                                                 | 7インチシングル  | AK-747-AX      |
| 2nd                   | 1981年2月      | どうしようもない恋の唄                | ヘイ・ガール                                                 | 7インチシングル  | AH-11-AX       |
| 3rd                   | 1981年5月1日   | ONE MORE KISS                         | DISSATISFACTION                                              | 7インチシングル  | AH-55-AX       |
| 4th                   | 1981年7月      | GIRL FRIEND                           | WIPE OUT〜TELSTAR                                            | 7インチシングル  | AH-80-AX       |
| 5th                   | 1982年3月      | レッツ・ロック                        | ゲット・エブリシング                                         | 7インチシングル  | AH-184-AX      |
| 1st (EP)              | 1982年11月21日 | ニュールンベルグでささやいて 撃沈魚雷 | バリウム・ピルス ロージー                                    | 12インチEP       | YW-7408        |
| 2nd (EP)              | 1983年7月1日   | C.M.C カレドニア                      | ドライヴ・オール・ナイト ケース・オブ・インサニティ (ライヴ) | 12インチEP       | YW-7416        |
| 6th                   | 1983年10月21日 | THE AIR                               | DESIRE                                                       | 7インチシングル  | AH-382         |
| 7th                   | 1984年1月1日   | SAD SONG (WINTER VERSION)             | HEART'S EDGE (REMIX)                                         | 7インチシングル  | AH-401         |
| 3rd (EP)              | 1985年7月21日  | SOS                                   | Sunday Oasis                                                 | 12インチEP       | AY-7405        |
| 8th                   | 1986年4月21日  | STRANGER IN TOWN (SUPER MIX)          | THE ROOSTERZ MEGA MIX                                        | 12インチシングル | AY-7410        |
| 日本コロムビア / BODY |                |                                       |                                                              |                  |                |
| 9th                   | 1987年9月1日   | BURNING BLUE                          | STRANGE LIFE                                                 | 7インチシングル  | AH-862         |

### アルバム

#### オリジナル・アルバム
|                       | 発売日         | タイトル            | 規格           | 規格品番       |
| 日本コロムビア        | 日本コロムビア | 日本コロムビア      | 日本コロムビア | 日本コロムビア |
| --------------------- | -------------- | ------------------- | -------------- | -------------- |
| 1st                   | 1980年11月25日 | THE ROOSTERS        | LP             | AF-7017-AX     |
| 2nd                   | 1981年6月25日  | THE ROOSTERS a-GOGO | LP             | AF-7053-AX     |
| 3rd                   | 1981年11月25日 | INSANE              | LP             | AZ-7129-AX     |
| 4th                   | 1983年10月21日 | DIS.                | LP             | AF-7228        |
| 5th                   | 1984年4月21日  | GOOD DREAMS         | LP             | AX-7394        |
| 6th                   | 1984年12月21日 | Φ PHY               | LP             | AF-7334        |
| 7th                   | 1985年9月21日  | NEON BOY            | LP             | AF-7379        |
| 日本コロムビア / BODY |                |                     |                |                |
| 8th                   | 1986年11月1日  | KAMINARI            | LP             | AF-7430        |
| 8th                   | 1986年11月1日  | KAMINARI            | CD             | 33CA-1147      |
| 9th                   | 1987年9月1日   | PASSENGER           | LP             | AF-7463        |
| 9th                   | 1987年9月1日   | PASSENGER           | CD             | CA-4090        |
| 10th                  | 1988年5月1日   | FOUR PIECES         | LP             | AF-7484        |
| 10th                  | 1988年5月1日   | FOUR PIECES         | CD             | 32CA-2277      |

#### ライブ・アルバム
|                       | 発売日                | タイトル                                                    | 規格                  | 規格品番              |
| 日本コロムビア / BODY | 日本コロムビア / BODY | 日本コロムビア / BODY                                       | 日本コロムビア / BODY | 日本コロムビア / BODY |
| --------------------- | --------------------- | ----------------------------------------------------------- | --------------------- | --------------------- |
| 1st                   | 1988年10月10日        | FOUR PIECES LIVE                                            | CD                    | 32CA-2716             |
| Bang a GOING          |                       |                                                             |                       |                       |
| 2nd                   | 1989年6月5日          | ロフト1981                                                  | CD                    | GONG-6004             |
| 日本コロムビア        |                       |                                                             |                       |                       |
| 3rd                   | 1995年3月21日         | LEGENDARY LIVE 80's FACTORY                                 | CD                    | COCA-12438            |
| ハガクレレコード      |                       |                                                             |                       |                       |
| 4th                   | 2003年3月22日         | THE BASEMENT TAPES〜SUNNY DAY LIVE AT 渋谷EGG MAN 1980.7.14 | CD                    | ISCP-1156/7           |

#### コンピレーション・アルバム
|                         | 発売日                  | タイトル                                                | 規格                    | 規格品番                |
| クラウンレコード / více | クラウンレコード / více | クラウンレコード / více                                 | クラウンレコード / více | クラウンレコード / více |
| ----------------------- | ----------------------- | ------------------------------------------------------- | ----------------------- | ----------------------- |
| 1st                     | 1987年7月21日           | UNRELEASED                                              | LP                      | 25EC-1003               |
| 1st                     | 1987年7月21日           | UNRELEASED                                              | CD                      | ECD-1002                |
| 日本コロムビア          |                         |                                                         |                         |                         |
| 2nd                     | 1995年3月21日           | ROCK'N'ROLL BIBLE                                       | CD                      | COCA-12439              |
| ハガクレレコード        |                         |                                                         |                         |                         |
| 3rd                     | 2003年3月22日           | THE BASEMENT TAPES SUNNY DAY 未発表スタジオ・セッション | CD                      | ISCP-1154/5             |
| NAYUTAWAVE RECORDS      |                         |                                                         |                         |                         |
| 4th                     | 2008年6月18日           | LIVE 1982                                               | CD                      | UPCH-20089              |

#### ベスト・アルバム
|                        | 発売日         | タイトル                                        | 規格           | 規格品番       |
| 日本コロムビア         | 日本コロムビア | 日本コロムビア                                  | 日本コロムビア | 日本コロムビア |
| ---------------------- | -------------- | ----------------------------------------------- | -------------- | -------------- |
| 1st                    | 1986年2月21日  | ベスト・コレクション                            | CD             | 33C31-7853     |
| 日本コロムビア / BODY  |                |                                                 |                |                |
| 2nd                    | 1989年8月1日   | The Last Half Collection                        | CD             | CA-3701        |
| 3rd                    | 1990年12月1日  | THE ROOSTERZ COLLECTION                         | CD             | COCA-6973/4    |
| 日本コロムビア / BODY  |                |                                                 |                |                |
| 4th                    | 1990年12月1日  | THE ROOSTERZ COLLECTION                         | CD             | COCA-6973/4    |
| 5th                    | 1997年5月21日  | The Very Best of THE ROOSTERS                   | CD             | COCA-14222     |
| 日本コロムビア / TRIAD |                |                                                 |                |                |
| 6th                    | 1999年9月1日   | I'M A KING BEE 〜early sounds of the roosters〜 | CD             | COCP-50151     |
| 日本コロムビア         |                |                                                 |                |                |
| 7th                    | 2009年2月18日  | THE ROOSTERS(Z) GOLDEN☆BEST                     | CD             | COCP-35449/50  |

### 映像作品
|                                                              | 発売日                                                       | タイトル                                                     | 規格                                                         | 規格品番                                                     |
| デジタルサイト (販売元:エイベックス・ディストリビューション) | デジタルサイト (販売元:エイベックス・ディストリビューション) | デジタルサイト (販売元:エイベックス・ディストリビューション) | デジタルサイト (販売元:エイベックス・ディストリビューション) | デジタルサイト (販売元:エイベックス・ディストリビューション) |
| ------------------------------------------------------------ | ------------------------------------------------------------ | ------------------------------------------------------------ | ------------------------------------------------------------ | ------------------------------------------------------------ |
| 1st                                                          | 2003年10月22日                                               | ライブ帝国 THE ROOSTERS→Z                                    | DVD                                                          | DEBP-13013                                                   |
| 日本コロムビア                                               |                                                              |                                                              |                                                              |                                                              |
| 2nd                                                          | 2005年8月24日                                                | RE・BIRTH II                                                 | DVD                                                          | COBA-50867/8                                                 |
| BM tunes                                                     |                                                              |                                                              |                                                              |                                                              |
| 3rd                                                          | 2010年4月14日                                                | IN THE MOTION                                                | DVD                                                          | XBBV-4002                                                    |
| LOFT/LIVE-CRUX                                               |                                                              |                                                              |                                                              |                                                              |
| 4th                                                          | 2012年1月25日                                                | IN THE MOTION                                                | DVD                                                          | RTLC-007                                                     |
| BM tunes                                                     |                                                              |                                                              |                                                              |                                                              |
| 5th                                                          | 2013年9月25日                                                | eating house                                                 | DVD                                                          | XBBV-4003                                                    |

### BOX
|                | 発売日         | タイトル                                             | 規格           | 規格品番       |
| 日本コロムビア | 日本コロムビア | 日本コロムビア                                       | 日本コロムビア | 日本コロムビア |
| -------------- | -------------- | ---------------------------------------------------- | -------------- | -------------- |
| 1st            | 2004年9月29日  | THE ROOSTERS→Z OFFICIAL PERFECT BOX “VIRUS SECURITY” | CD+DVD         | COZA-91/122    |
| 2nd            | 2007年4月4日   | THE ROOSTERS→Z ULTIMATE LP BOX -BIGGEST TRIP-        | LP             | COJA-9224/35   |

## タイアップ
| 使用年 | 曲名                             | タイアップ                                              | 収録作品                                        |
| ------ | -------------------------------- | ------------------------------------------------------- | ----------------------------------------------- |
| 1982年 | レッツ・ロック（日本語版）       | 東映セントラルフィルム配給『爆裂都市 BURST CITY』挿入歌 | シングル「レッツ・ロック/ゲット・エブリシング」 |
| 1982年 | ゲット・エブリシング（日本語版） | 東映セントラルフィルム配給『爆裂都市 BURST CITY』挿入歌 | シングル「レッツ・ロック/ゲット・エブリシング」 |
| 1985年 | Vénus                            | DENON「CONCEPT」CMソング                                | アルバム『Φ PHY』                               |
| 1985年 | SOS                              | 北大モータース・ベストカーショップ「PONY」CMソング      | シングル「SOS」                                 |
| 2022年 | ロージー                         | MBS/TBS系アニメ『ダンス・ダンス・ダンスール』挿入歌     | シングル「ロージー」                            |